# Шарл Мишел
Шарл Мишел (фр. Charles Michel; 21. децембра 1975. године у Намиру) је белгијски политичар из партије Реформски покрет.
Рођен је 21. децембра 1975. године у Намиру, а 1998. је завршио право на Бриселском слободном универзитету и Амстердамском универзитету
Од 1994. је одборник у скупштини Валонског Брабанта, а од 1999. је посланик у парламенту Белгије.
Од 2007. до 2011. је био министар за високо образовање и иновације.
Дана 11. октобра 2014. године је председник Владе Краљевине Белгије. Са места премијера Белгије, 2. јула 2019. отишао је на место председника Европског савета.